# Přední Výtoň

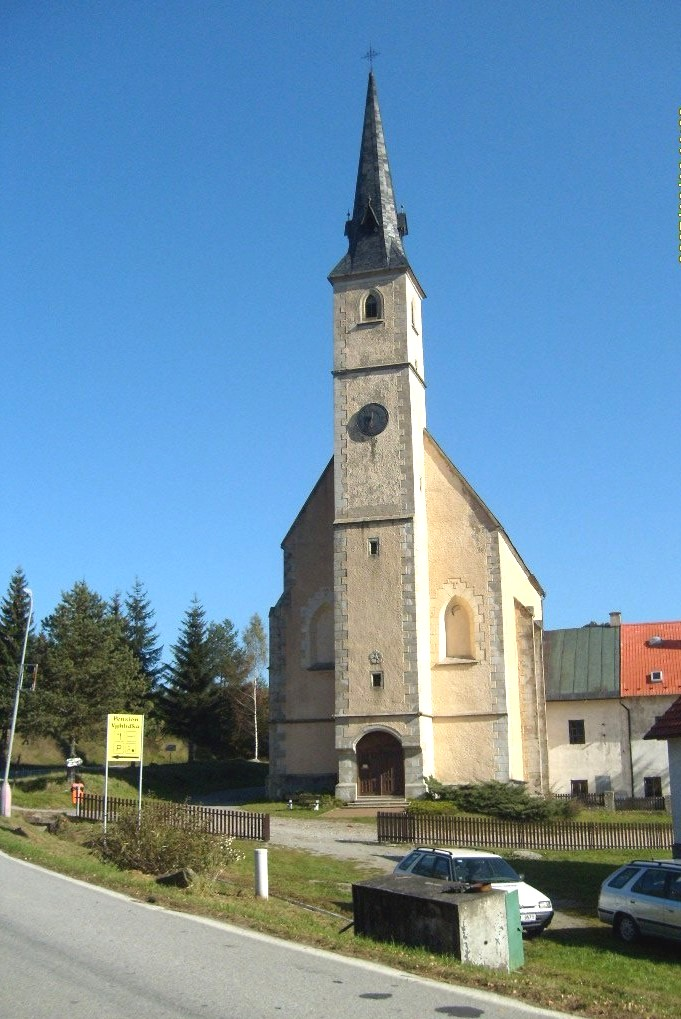
Kirche des hl. Philippus und Jakobus

Přední Výtoň (deutsch Vorder Heuraffl) ist eine Gemeinde in Tschechien. Sie liegt zwölf Kilometer nordwestlich von Vyšší Brod am Lipnostausee im Böhmerwald und gehört zum Okres Český Krumlov.

## Geographie
Der Ort befindet sich im Moldautal am rechten Ufer des Lipnostausees. Im Süden erstreckt sich der Sternwald bis über die österreichische Grenze, an der sich der Grenzübergang Přední Výtoň-Guglwald nach Schönegg befindet. Nordwestlich erheben sich die Gipfel des Bukový vrch (975 m), Velký Plešný (1010 m) und Malý Plešný (975 m).
Nachbarorte sind Frymburk und Frýdava im Norden, Kobylnice, Lipno nad Vltavou und Nové Domky im Osten, Lipová im Südosten, Vejrovna und Spáleniště im Süden, Pasečná im Südwesten, Svatý Tomáš im Westen sowie U Štoiberů im Nordwesten.
Im Westen des Gemeindegebietes führt der Schwarzenberger Schwemmkanal auf einem Teilstück von fünf Kilometern über die Landesgrenze. Entlang des Kanals bestehen die Wandergrenzübertritte Ježová – Igelbach am Igelbach-Durchlass und Koranda (Rosenhügel) – Sankt Oswald bei Haslach.

### Gemeindegliederung
Für die Gemeinde Přední Výtoň sind keine Ortsteile ausgewiesen. Grundsiedlungseinheiten sind Jasánky (Asang), Pasečná (Reiterschlag), Předmostí (Friedau), Přední Výtoň (Vorder Heuraffl), Svatý Tomáš (St. Thomas) und Zadní Výtoň (Hinter Heuraffl). Zur Gemeinde außerdem gehören die Weiler und Einschichten Spáleniště, U Štoiberů (Stoiberhof) und Vejrovna. Auf den Gemeindefluren befinden sich die Wüstungen Dolní Hraničná (Unter Markschlag), Horní Hraničná (Ober Markschlag), Horní Ureš (Ober Uresch), Kaplické Chalupy (Kapellner Waldhäuser), Koranda (Rosenhügel), Linda (Linden), Lindské Chalupy (Lindner Waldhäuser), Mezilesí (Multerberg), Mukenslag (Muckenschlag), Multerberské Chalupy (Multerberger Waldhäuser), Murov (Murau), Otov (Ottenschlag), Pernek (Bernek), Rožnov (Rosenau) und Rychnůvek (Deutsch Reichenau).
Das Gemeindegebiet gliedert sich in die Katastralbezirke Frydava (Friedau), Jasánky, Pasečná, Přední Výtoň und Zadní Výtoň.

### Nachbargemeinden
|                        | Frymburk nad Vltavou                        | Lipno nad Vltavou |
| Aigen-Schlägl          | Kompassrose, die auf Nachbargemeinden zeigt | Loučovice         |
| St. Oswald bei Haslach | Lichtenau im Mühlkreis                      | St. Stefan-Afiesl |

## Geschichte
Das Dorf Heuraffel entstand 1357 um zwei Einsiedeleien, eine der Antoniter und eine zweite, deren Einsiedler sich später den Paulanern anschlossen. 1385 wurde durch die Brüder Peter II. und Johann I. von Rosenberg für letztere eine Kirche errichtet. 1491 erfolgte die Vereinigung beider Gemeinschaften zu einem Paulanerkloster. 1515 erfolgte ein Umbau der Kirche. Wegen der Reformation wurde nach 1550 das Kloster aufgegeben. Ab 1622 gehörte das Dorf den Fürsten von Eggenberg. Seit 1719 waren die Fürsten von Schwarzenberg die Grundherren. Seit 1785 besaß Heuraffl, das zuvor nach Friedberg gepfarrt war, ein eigenes Pfarramt mit angeschlossener Schule. Der zur Herrschaft Krumau gehörende Ort trug bis 1826 die Bezeichnung „herrschaftlich fürstlich Krummauisch Heuraffl“ und wurde seither als Vorder Heuraffl bezeichnet. Ein Jahr später wurde das zum Kloster Hohenfurth gehörende kleinere Hohenfurther Heuraffl Hinter Heuraffl genannt.
Im Jahre 1840 bestand das Dominikaldorf Vorder-Heuraffel aus 55 Häusern mit 482 deutschsprachigen Einwohnern. Am Heuraffler Bach wurde eine Dominikalmühle betrieben, außerdem gab es im Ort ein fürstliches Waldhegerhaus. Besitzer des östlich des Dorfes gelegenen Jesuitenwaldes war die Stadt Krumau, dort befand sich ein städtisches Waldhegerhaus. Die Bewohner lebten vom Feldbau, der Viehzucht, der Bleicherei und dem Handel. Pfarrort war Hinter-Heuraffel. Bis zur Mitte des 19. Jahrhunderts blieb Vorder-Heuraffel der Allodialherrschaft Krumau untertänig.
Nach der Aufhebung der Patrimonialherrschaften bildete Vorder Heuraffl/Hejrov ab 1849 mit den Ortsteilen Kapellner Waldhäuser, Lindner Waldhäuser, Multerberger Waldhäuser und Hinter Heuraffl/Zadní Hejrov eine Gemeinde im Gerichtsbezirk Hohenfurth. Ab 1868 gehörte das Dorf zum Bezirk Kaplitz. Der tschechische Ortsname wurde 1924 in Přední Výtoň geändert. 1930 lebten in Vorder Heuraffl einschließlich seiner Ortsteile 1004 Personen; im Jahre 1939 hatte die Gemeinde 1121 Einwohner. Als Folge des Münchner Abkommens wurde Vorder Heuraffl 1938 dem Deutschen Reich angeschlossen und gehörte bis 1945 zum Landkreis Kaplitz. Wenige Tage nach dem Einmarsch der Deutschen wurde der Hohenfurther Zisterzienser P. Engelbert Blöchl, der als Pfarrer von Heuraffl wirkte, von den Nationalsozialisten verhaftet. Er starb am 31. Oktober 1942 an Hunger und Misshandlungen im KZ Dachau.
Nach dem Zweiten Weltkrieg erfolgte 1946 die Vertreibung der Deutschen und 1949 wurden die Österreicher ausgesiedelt. 1947 lebten in Přední Výtoň nur noch 183 Menschen. Die Orte im Grenzbereich wurden nach 1950 zum Sperrgebiet erklärt, das gesamte Deutsch Reichenauer Tal wurde geräumt und das Dorf Pasečná mit allen seinen Ortsteilen abgerissen. Gleiches erfolgte beim Bau des Eisernen Vorhangs auch mit Hinter Heuraffl, den Kapellner Waldhäusern und den Lindner Waldhäusern. Nach der Aufhebung des Okres Kaplice wurde die Gemeinde 1961 dem Okres Český Krumlov zugeordnet.
Dem Bau des Moldaustausees fielen die unteren Ortslagen von Přední Výtoň zum Opfer. Nach der samtenen Revolution wurde das Sperrgebiet wieder geöffnet. Die ihrer Ausstattung beraubte Kirche St. Thoma im Böhmerwald wurde wieder hergerichtet und 1995 erneut geweiht.

## Natur
Přední Výtoň liegt heute im Biosphärenreservat Šumava sowie im Naturpark Vyšebrodsko und zeichnet sich durch eine sehr artenreiche Natur aus.

## Sehenswürdigkeiten
- Kirche der Heiligen Philippus und Jakobus, 1385 errichtet und 1515 umgebaut. In den Jahren 1883 bis 1886 und 1995 wurde die Kirche renoviert.
- Fronleichnamskirche in Svatý Tomáš, erbaut 1258.
- Ruine der Burg Wittinghausen (Vítkův hrádek)
- Stausee Lipno
- Schwarzenberger Schwemmkanal